# Lumi (rivière africaine)
Cet article concerne la rivière africaine Lumi. Pour le District de Papouasie-Nouvelle-Guinée, voir District d'Aitape-Lumi. Pour les autres significations, voir Lumi (homonymie).
La rivière Lumi, également Lomi ou Luffu, prend sa source au pic Mawenzi, dans le district de Rombo sur le versant est du Kilimandjaro (sud du Kenya). Il suit un cours vers le sud, pour se jeter dans le lac Jipé (frontalier entre Kenya et Tanzanie) dont il sort sous le nom Rufu vers le réservoir de Nyumba ya Mungu qui alimente le bassin du fleuve Pangani (ou Sabaki) dont Lumi est le plus long affluent. Le Pangani coule ensuite sur 420 km jusqu'à l'Océan Indien à son embouchure, la ville de Pangani.
Ne pas confondre avec la rivière Luni, Luni River ou Rivière salée Lavanavari, grand cours d'eau du désert du Thar au nord-ouest de l'Inde.

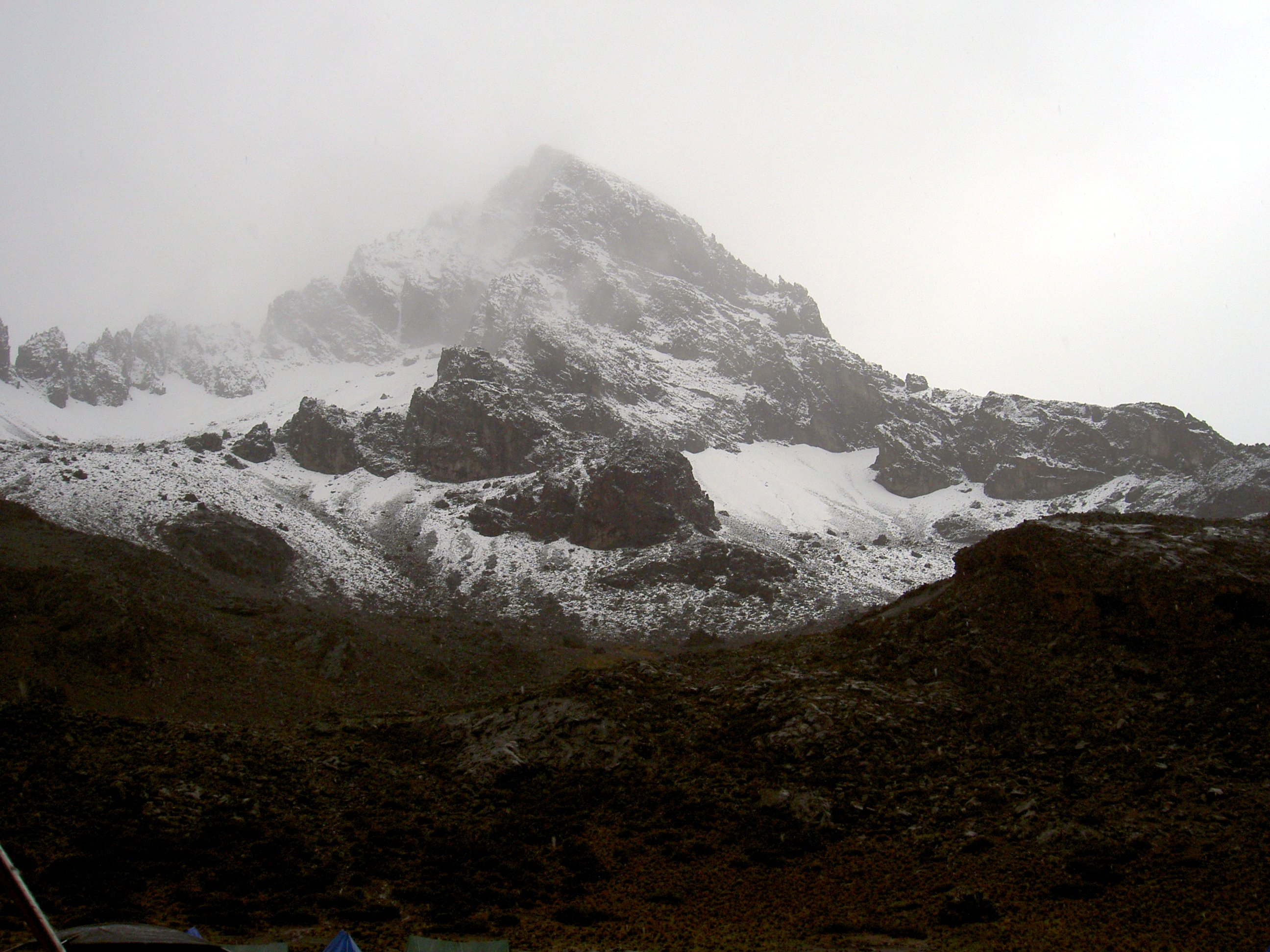
Pic Mawenzi

## Histoire
Lumi est un mot swahili. 
En application du traité anglo-allemand de 1890, la rivière Lumi a été une ligne de démarcation entre les colonies allemandes et anglaises avant 1918. Le 7 mars 1916, les alliés (Brigades sud-africaines du général van Deventer) lancent un mouvement tournant depuis la rivière Lumi et l'est du lac Chala qui débute la conquête de l'Afrique Orientale Allemande qui se termine le 21 par le prise du district de Kilimandjaro. 

## Le bassin de la Lumi

### Aménagement
Les eaux de la Lumi sont utilisées par les pasteurs locaux avec liberté transfrontalière, les pasteurs Himo et Rombo du Kilimandjaro sont autorisés à abreuver leurs animaux dans la Lumi à Taveta. La plupart de l'eau prélevée sur le Lumi provient de la section qui traverse le Kenya. L'aménagement d'un réseau d'irrigation de la région commence en 1950.
Le Projet pilote du bassin de la rivière Lumi (2013) donne un luxe de détail sur le bassin de la Lumi, son débit saisonnier est alimenté par les pluies de mars-avril et novembre-décembre qui causent des inondations dans le bassin inférieur de la rivière. Les dégâts des inondations sont importants les années de grandes crues. James Bruce en 1770 écrivait déjà «nous fîmes halte près de la petite rivière de Mai-Lumi, nom qui signifie la rivière des Limons [citrons] et qui prend sa source au-dessous de ce village. Le Mai-Lumi, n'était qu'un ruisseau paisible lors de notre passage, est très violent et très considérable en hiver».  
Un grand barrage de type réservoir est prévu. Le plan de développement (Vision 2030) vise réguler le cours de la rivière et à renforcer les installations d'irrigation dans le delta du Tana et les régions dont Taita-Taveta (riziculture notamment). En  2004-2006, la faiblesse des précipitations conduit à l'asséchement du  lac Jipe a fait l'objet d'un programme de désenvasèrent et de restauration du cours des rivières financé par GEF Small Grants Programme des Nations Unies et le Programme de conservation de la biodiversité de l'Union européenne.

### Écologie

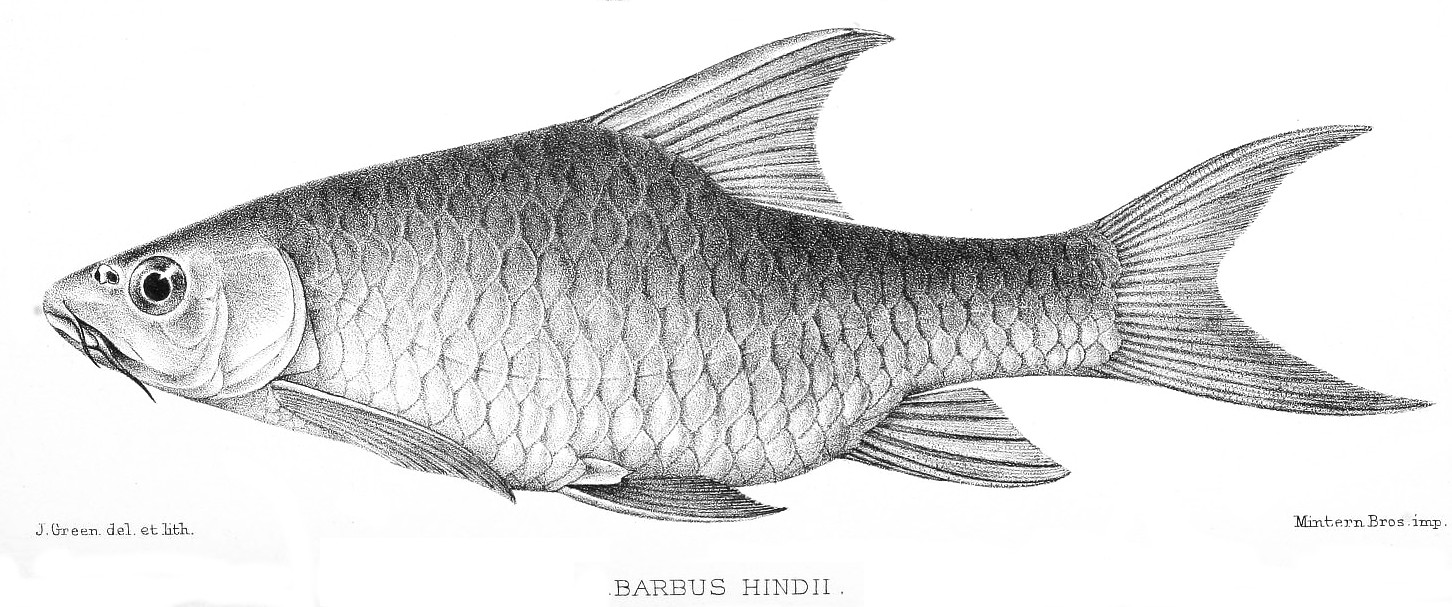
Lumi

La rivière Lumi est la seule à ce jour dans laquelle a été trouvé Barbus sp. Pangani - un Cyprinidé -  classée espèce vulnérable par l'UICN que l'explorateur Meyer aimait cuisiner et appelait perche du Lumi. 

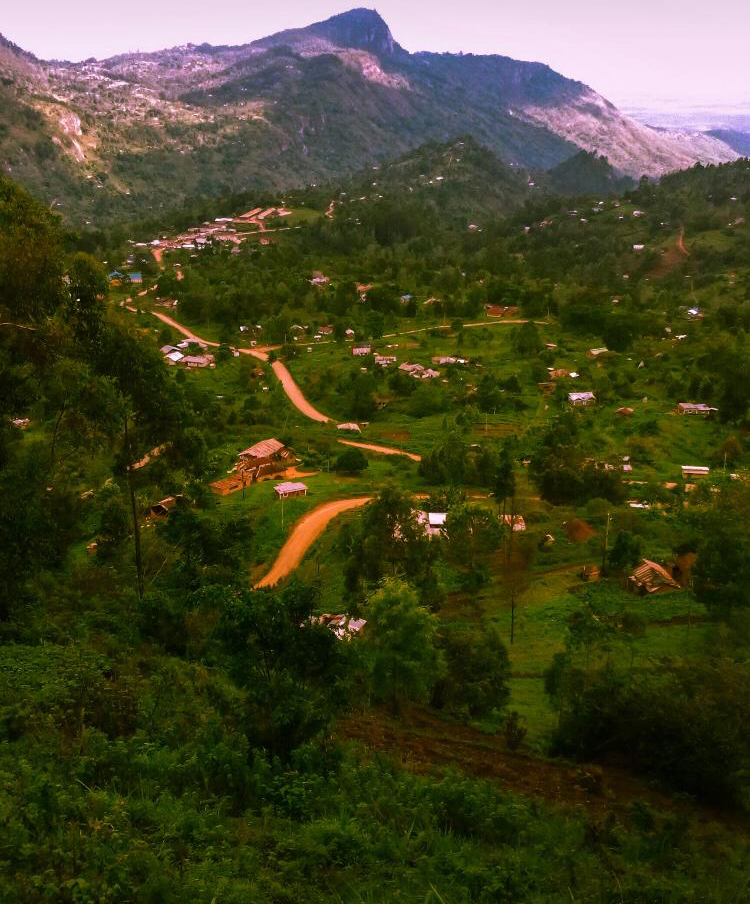
Lumi à Taveta

## Anthologie
- Hans Meyer, Across East African glaciers : an account of the first ascent of Kilimanjaro, Londres, 1891[2].

« Et en effet, un plus grand contraste que celui entre les plaines brûlantes ouvertes et les tonnelles boisées de cette sombre retraite forestière peut à peine être conçu. S'il est vrai, comme on l'a dit, que l'Egypte est le don du Nil, alors Taveta est le don du Lumi, qui, s'élevant sur les pentes orientales du Mawenzi, coule vers le sud, vers le lac Jipd dans un profond canal, et, s'étendant sous terre, sert à nourrir une forêt tropicale d'une luxuriance inégalée. La forêt proprement dite occupe le cours moyen de la rivière et couvre une superficie d'environ un mille et une longueur sur à peine un mille de large »